# David Simon (Schauspieler)
David Simon (* 1986 in Flensburg) ist ein deutscher Schauspieler.

## Leben
David Simon wuchs in Silberstedt in Schleswig-Holstein auf. Im Alter von sechs oder sieben Jahren kam er zum Theater, als das Schleswig-Holsteinische Landestheater Kinder als Statisten suchte. Seinen ersten Theaterauftritt hatte er in Das goldene Vlies.  Später war er Mitglied im Theaterjugendclub des Schleswig-Holsteinischen Landestheaters unter Leitung von Ilona Januschewski. In seiner Jugend spielte er Handball und Fußball; in der Kreisliga Nord-Ost (NO) gehörte er zur Mannschaft des FC Ellingstedt-Silberstedt, mit dem er 2002 Kreispokalsieger wurde.
Von 2006 bis 2010 absolvierte er sein Schauspielstudium an der Hochschule für Musik und Theater „Felix Mendelssohn Bartholdy“ in Leipzig. Von 2008 bis 2010 war er unter der Intendanz von Sebastian Hartmann Mitglied im Studio des Centraltheaters Leipzig.
2011 spielte er in einer Produktion des Centraltheaters Leipzig am Gohliser Schlösschen den jungen Journalisten Jacob Neuhaus in dem Theaterstück Casanova (Regie: Martina Eitner-Acheampong). Von 2010 bis 2015 hatte er einen festen Gastvertrag am Schauspiel Essen. Dort spielte er u. a. den Sekretär Wurm in Kabale und Liebe (2012, Regie: Martina Eitner-Acheampong) und den Königssohn Malcolm in Macbeth (2013, Regie: Wolfgang Engel).
Weitere Theaterengagements hatte er am Thalia Theater in Hamburg (2012), beim Hebbel am Ufer in Berlin (2015) und am Lichthof Theater (2016). Am Hamburger Lichthof Theater wirkte er gemeinsam mit Christoph Jöde, Amadeus Köhli und Jannik Nowak in der Produktion Das Totenschiff mit, die in der Kategorie „Herausragende Inszenierung/Aufführung“ den Hamburger Theaterpreis erhielt.
In der Spielzeit 2016/17 gastierte er am Staatstheater Braunschweig. 2018 trat er als Gast am Theater Oberhausen in dem Lustspiel Pension Schöller auf.
David Simon wirkte auch in einigen Film- und TV-Produktionen mit. In dem ARD-Thriller Die vermisste Frau (2016) mit Corinna Harfouch und Jörg Hartmann in den Hauptrollen, spielte er in mehreren Szenen den Kriminalassistenten. In dem Fernsehfilm Fischer sucht Frau, der im Herbst 2018 beim Filmfest Hamburg seine Premiere hatte und im Oktober 2019 auf Das Erste erstausgestrahlt wurde, übernahm Simon als Fischer Ole neben Sebastian Fräsdorf und Uwe Rohde eine der Hauptrollen. Im November 2018 war Simon in der ZDF-Krimiserie SOKO Wismar in einer Episodenrolle als Falkner Lukas Draheim zu sehen.
David Simon ist auch als Werbedarsteller tätig, u. a. für Tchibo. Außerdem war er als „Mann im grünen Anzug“ das Gesicht der Werbekampagne für Freenet TV und das Antennenfernsehen DVB-T2 HD, das 2017 seinen Sendebetrieb aufnahm. Er lebt in Berlin.

## Filmografie (Auswahl)
- 2015: SOKO Leipzig (Fernsehserie, Folge Online-Girl)
- 2016: Die vermisste Frau (Fernsehfilm)
- 2017: You Are Wanted (Fernsehserie, Seriennebenrolle)
- 2017: Lobbyistin (Fernsehserie, Seriennebenrolle)
- 2018: Stralsund: Das Phantom (Fernsehreihe)
- 2018: Fischer sucht Frau (Fernsehfilm)
- 2018: SOKO Wismar (Fernsehserie, Folge Herr der Lüfte)
- 2019: Ihr letzter Wille kann mich mal! (Fernsehfilm)
- 2020: SOKO Leipzig (Fernsehserie, Folge Lebenslügen)
- 2022: SOKO Wismar (Fernsehserie, Folge Ein bürokratischer Tod)
- 2022: In aller Freundschaft (Fernsehserie, Folge Schlaflos in Leipzig)
- 2023: WaPo Elbe (Fernsehserie, Folge Ewiges Leben)
- 2023: Praxis mit Meerblick – Schwindel (Fernsehreihe)
- 2024: SOKO Köln (Fernsehserie, Folge Tanz oder gar nicht)
- 2024: Der Staatsanwalt (Fernsehserie, Folge Haustürgeschäfte)
- 2024: Neuer Wind im Alten Land: Beke wirbelt auf (Fernsehreihe)